# Campocraspedon caudatus
Campocraspedon caudatus là một loài tò vò trong họ Ichneumonidae.